# Libertador (Aragua)
Pour les articles homonymes, voir Libertador.
Libertador est l'une des dix-huit municipalités de l'État d'Aragua au Venezuela. Son chef-lieu est Palo Negro. En 2011, la population s'élève à 114 355 habitants.

## Subdivisions
La municipalité est divisée en deux paroisses civiles avec, chacun à sa tête, une capitale (entre parenthèses) :
- Palo Negro (Palo Negro) ;
- San Martín de Porres (La Pica).